# Bracongo
Bracongo (acronyme des « Brasseries du Congo »), est une entreprise brassicole par actions à responsabilité limitée et établie à Kinshasa, en République démocratique du Congo. Bracongo est une filiale des Brasseries et glacières internationales (groupe BGI), elle-même filiale du Groupe Castel dont le fondateur est Pierre Castel. Elle a pour objectif de produire des boissons de bonne qualité pour le peuple congolais[passage promotionnel].

## Historique
Bracongo fut créée en 1949 à Stanleyville (désormais Kisangani) en Province Orientale sous l’initiative du général Alfred Dupont. Ses premières installations furent inaugurées en décembre 1951.
En 1960, elle a officiellement fusionné avec trois autres brasseries qui fonctionnaient de façon autonome. Ainsi est née l’UNIBRA (Union des brasseries) constituée de :
- La Brasserie de Kisangani (Province Orientale) fondée en 1949 ;
- La Brasserie de Kananga (Kasaï) fondée en 1951 ;
- La Brasserie du Bas-Congo fondée en 1952 ;
- La Brasserie d’Isiro (Province Orientale) créée en 1956.

Le 5 décembre 1961 est constituée la Société congolaise par action à responsabilité limitée UNIBRA-CONGO.
À la suite du changement du nom du pays, la République démocratique du Congo étant devenue, depuis le 27 octobre 1971, la République du Zaïre, l’assemblée générale extraordinaire du 20 novembre 1971 a, par adaptation des statuts de la société, modifié la raison sociale en remplaçant UNIBRA-CONGO SCARL par UNIBRA SZARL.
En février 1996, le Groupe des Brasseries et Glacières Internationales, abrégé en « BGI », dirigé par Pierre Castel, acheta la totalité des actions de L’UNIBRA S.Z.A.R.L.
Le 24 mai 1996, une assemblée générale extraordinaire décida de la fusion des sociétés UNIBRA et S.B.K (Société des Brasseries de Kinshasa présente au pays depuis 1982). UNIBRA est ainsi devenue l’« Union des nouvelles brasseries du Zaïre », abrégé en « UNOBRA ».
Le 17 mai 1997 intervient un changement politique au pays marqué par la chute du régime Mobutu et l’avènement au pouvoir du président Laurent-Désiré Kabila. Le pays change de nom et redevient République démocratique du Congo.
Pour adapter la dénomination de la société à cette nouvelle situation, une assemblée générale extraordinaire des actionnaires se tint le 30 mai 1997 et prit la résolution de substituer, sous réserve de l’autorisation présidentielle, à l’actuelle raison sociale celle des « Brasseries du Congo », abrégé en « BRACONGO ».

## Couverture
Elle couvre la RDC avec une présence diversifiée dans les provinces :
- Kinshasa
- Kongo Central
- Bandundu
- Kasaï
- Katanga
- Province Orientale

Actuellement leader du marché brassicole congolais, son leadership technologique s'inscrit dans la logique des standards internationaux.
Parmi ses produits, on compte de l'eau minérale Eau Vive, des boissons gazeuses World Cola, Top, D'jino, boisson énergisante XXL Energy et des bières, notamment : Skol, Tembo, Doppel Munich, 33 Export, Castel beer, Nkoyi Blonde, Nkoyi Black, Nkoyi Rumba, Beaufort Lager et les vins et spiritueux de la Maison Castel.

## Bières
- La bière Skol[3], titrée à 5°, existe en bouteille de 50 et 65 cL.
- La bière Nkoyi existe également sous trois formats (brune, aromatisée et blonde) : 33, 50 et 65 cl.
- La bière 33 export : 65 cl.
- La bière Tembo : en 33 et 65 cl.
- La bière Doppel Munich : 50 et 65 cl.
- La bière Beaufort Lager : 33 et 50 cl.

## Boissons gazeuses
Les boissons gazeuses des gammes panafricaines TOP et D'Jino disponibles dans les parfums orange, ananas, grenadine, tropical, pomme, limonade sont disponibles dans les formats verre en 33 et 50 cl et dans le format plastique PET en 30 et 150 cl.
Le portefeuille boissons gazeuses est complété de la World Cola, boisson gazeuse à base de cola disponible en format verre 33 et 50 cl et en format plastique PET en 30 et 150 cl.

## Contentieux
En 2017, la Bracongo s'est opposée à l'artiste dessinateur et peintre Barly Baruti devant les cours et tribunaux de la République démocratique du Congo sur l'utilisation hors portée de leur contrat. Contacté par la société, l'artiste affirme avoir conçu une affiche publicitaire pour la boisson Tembo et selon l'artiste le logotype conçu ne devrait être utilisé que pour les affiches et verres.
Leur différend a été porté devant la justice qui a tranché au premier et au second degré en faveur de la Bracongo. Les deux argumentaires ont été présentés aux juges et les juges ont statué conformément à la loi.